# Vista Hermosa
Vista Hermosa é um município da Colômbia, localizado no departamento de Meta.